# Aarberg (quận)
Aarberg (tiếng Đức: Amtsbezirk Aarberg; tiếng Pháp: District d'Aarberg) là một quận hành chính cũ thuộc bang Bern của Thụy Sĩ. Aarberg có diện tích 153 km², dân số theo thống kê của cục thống kê Thụy Sĩ năm 1999 là 32579. Thủ phủ đóng ở Aarberg. Mã bưu chính là 201.
Sau ngày 1 tháng 1 năm 2010, quận này sáp nhập vào hạt Seeland, thuộc vùng lãnh thổ Seeland.